# Rush!
Rush! è il terzo album in studio del gruppo musicale italiano Måneskin, pubblicato il 20 gennaio 2023 dalla Sony Music e dalla Epic Records.

## Descrizione
Il disco è stato inteso come il «debutto internazionale» del gruppo all'indomani della vittoria all'Eurovision Song Contest 2021, collaborando con Captain Cuts, Fabrizio Ferraguzzo, LostBoy, Mattman & Robin, Max Martin, Rami Yacoub e Justin Tranter. In esso sono presenti diciassette brani, di cui tre in lingua italiana, ovvero Mark Chapman, La fine e Il dono della vita, riguardo ai quali il frontman Damiano David ha dichiarato:

## Registrazione
I Måneskin hanno registrato «probabilmente 50» brani per l'album, che hanno registrato in parte a Los Angeles con il produttore Max Martin. Durante il processo di scrittura e registrazione sono stati influenzati anche dall'ascolto dei Radiohead, con la bassista Victoria De Angelis che ha dichiarato che hanno «cercato di sperimentare un po' di più con il [loro] suono. Abbiamo ascoltato molto i Radiohead, che lavorano molto con i pedali». Il frontman Damiano David ha dichiarato: «Penso che l'ispirazione che abbiamo tratto dai Radiohead sia stata quella di essere molto concentrati sulla creazione di un mondo molto specifico per ogni canzone. È una cosa che fanno molto, molto bene, quindi abbiamo cercato di creare queste atmosfere incredibili. Creano davvero un'immagine di ciò che stai ascoltando e questo ci ha dato l'ispirazione».
Il brano Gasoline è stato scritto a sostegno dell'Ucraina dopo l'invasione russa del 2022.

## Accoglienza
| Recensione          | Giudizio |
| ------------------- | -------- |
| Clash               | 7/10     |
| Evening Standard    |          |
| Newsic              | 7/10     |
| NME                 |          |
| Ondarock            | 5/10     |
| Pitchfork           | 2/10     |
| Rockol              | 7/10     |
| The Guardian        |          |
| The Independent     |          |
| The Irish Times     |          |
| The Daily Telegraph |          |

Rush! ha ricevuto un punteggio di 65 su 100 sulla base di sedici recensioni sull'aggregatore Metacritic, indicando un'accoglienza «generalmente favorevole».
David Browne di Rolling Stone ha rilevato che «la ridicolaggine della maggior parte di Rush!» è una dimostrazione di come i Måneskin «riescano solo a confermare quanto il rock & roll debba lavorare duramente al giorno d'oggi per essere notato». Definendo il progetto il «lavoro più ampio» del gruppo, Browne ha apprezzato la produzione di Max Martin e il revival della «novità new-wave deadpan e mezza parlata». Alexis Petridis, recensendo l'album per The Guardian, ha scritto che i Måneskin catturano le loro influenze e le rendono «genuinamente coerenti» nel progetto, con un risultato finale «stranamente privo di malizia». Petridis ha osservato che ciò che manca al progetto è compensato dall'«entusiasmo» e «se questo entusiasmo a volte sconfina in una stucchevole smania di compiacere, più spesso è contagioso». Anche Annabel Nugent del The Independent riscontra che nell'intera durata dell'album sia difficile trovare un momento «in cui non ci si diverta un po'», riportando che tuttavia al primo ascolto risulti «amorfo».
Lauren Murphy di The Irish Times ha scritto che «come raccolta di brani rock di livello superficiale e sdolcinate», l'album è «più che soddisfacente», definendolo un «tentativo di assicurarsi la posizione dei Måneskin nei territori stranieri» con «furbizie in lingua inglese», anche se «poco fantasioso» dal punto di vista dei testi. Murphy ha osservato che nell'album la band sembra consapevole «che non avremmo mai sentito parlare di loro se non fosse stato per la visibilità offerta loro dall'Eurovision». Recensendo l'album per The Atlantic, Spencer Kornhaber non è rimasto impressionato da Rush! rispetto ai precedenti lavori del gruppo, scrivendo che «non è molto convincente che il fascino della band sia la sua musica». Kornhaber ha sottolineato che «la ridondanza dell'album ha lo strano effetto di mettere in discussione la narrazione "le chitarre sono tornate!" che il gruppo apparentemente invita a fare», etichettando i brani come «palesemente riciclati» e «sfacciatamente mediocri».
I critici musicali italiani hanno notato che le tracce in lingua italiana sono le meno funzionali dal punto di vista musicale e dei testi. Claudio Cabona di Rockol ha descritto il progetto come una «playlist pop rock che tende a ripetersi», sottolineando «la tendenza del gruppo a fare propri gli stili, i cliché e i suoni di un rock già sentito». Il giornalista ritiene che i fan più giovani accoglieranno con favore l'album perché «non ha punti d'appoggio e riferimenti precisi [...] perché non l'hanno sperimentato». Claudio Todesco di Rolling Stone Italia ha rilevato l'inutilità del tentativo di analizzare l'album, in quanto «si finisce per criticare la sostanziale mancanza di un linguaggio musicale originale, la mancanza di fascino, l'assenza di creatività di alto livello», trovando che anche se il gruppo «non ha fatto nulla di nuovo, lo ha fatto al momento giusto» perché «intende il rock come un corpo vivo, non come un eccellente cadavere da sorvegliare».

## Tracce
1. Own My Mind – 3:13 (Måneskin, Ryan Rabin, Benjamin Berger, Nate Cyphert)
2. Gossip (feat. Tom Morello) – 2:49 (Måneskin, Madison Love, Joseph Janiak)
3. Timezone – 3:07 (Måneskin, Justin Tranter, Rami Yacoub, Sylvester Willy Sivertsen)
4. Bla Bla Bla – 3:04 (Måneskin, Peter Rycroft, Pablo Bowman Navarro)
5. Baby Said – 2:44 (Måneskin, Justin Tranter, Rami Yacoub, Sylvester Willy Sivertsen, Justin Tranter, Max Martin)
6. Gasoline – 3:42 (Måneskin, Justin Tranter, Rami Yacoub, Sylvester Willy Sivertsen, Justin Tranter)
7. Feel – 2:48 (Måneskin, Savan Kotecha, Mattias Larsson, Robin Fredriksson)
8. Don't Wanna Sleep – 2:35 (Måneskin, Rami Yacoub, Sylvester Willy Sivertsen, Justin Tranter, Max Martin)
9. Kool Kids – 2:43 (Måneskin)
10. If Not for You – 3:14 (Måneskin, Rami Yacoub, Sylvester Willy Sivertsen, Max Martin, Savan Kotecha)
11. Read Your Diary – 2:29 (Måneskin, Rami Yacoub, Sylvester Willy Sivertsen, Justin Tranter)
12. Mark Chapman – 3:41 (Måneskin)
13. La fine – 3:20 (Måneskin)
14. Il dono della vita – 3:44 (Måneskin)
15. Mammamia – 3:05 (Måneskin) – assente nelle edizioni MC e LP
16. Supermodel – 2:28 (Måneskin, Rami Yacoub, Sylvester Willy Sivertsen, Max Martin, Justin Tranter) – assente nelle edizioni MC e LP
17. The Loneliest – 4:07 (Måneskin, Rami Yacoub, Sylvester Willy Sivertsen, Jason Evigan, Sarah Hudson, James Abrahart)

Traccia bonus nell'edizione giapponese
1. Touch Me – 3:47 (Måneskin)

Live at Toyosu Pit 2022.8.18 – CD bonus nell'edizione speciale giapponese
1. Zitti e buoni – 4:37 (Måneskin)
2. In nome del padre – 5:02 (Måneskin)
3. Mammamia – 4:14 (Måneskin)
4. Beggin' – 3:44 (Peggy Farina, Bob Gaudio)
5. Coraline – 5:10 (Måneskin)
6. Supermodel – 2:27 (Måneskin, Rami Yacoub, Sylvester Willy Sivertsen, Max Martin, Justin Tranter)
7. For Your Love – 6:10 (Måneskin)
8. Touch Me – 5:57 (Måneskin)
9. Le parole lontane – 5:12 (Damiano David)
10. I Wanna Be Your Slave – 6:34 (Måneskin)

7" bonus nell'edizione box set
- Lato A

1. The Loneliest (Måneskin, Rami Yacoub, Sylvester Willy Sivertsen, Jason Evigan, Sarah Hudson, James Abrahart)

- Lato B

1. The Loneliest (Instrumental) (Måneskin, Rami Yacoub, Sylvester Willy Sivertsen, Jason Evigan, Sarah Hudson, James Abrahart)

Tracce bonus in Rush! (Are U Coming?)
1. Honey (Are U Coming?) – 2:47 (Måneskin, Sylvester Sivertsen, Justin Tranter, Jussi Karvinen, Cxloe)
2. Valentine – 3:36 (Måneskin, Joseph Wander, Theo Hutchcraft,)
3. Off My Face – 2:29 (Måneskin, Benjamin Berger, DFA, Ruth Anne Cunningham, Ryan Rabin)
4. The Driver – 3:08 (Måneskin, Dave Pittenger, Jordan Riley)
5. Trastevere – 3:02 (Måneskin)

Loud Kids Gets Louder in Paris - BD bonus nell'edizione giapponese di Rush! (Are U Coming?)
1. Don't Wanna Sleep – 4:41
2. Gossip – 3:01
3. Zitti e buoni – 4:17
4. Supermodel – 2:33
5. Timezone – 3:02
6. Bla Bla Bla – 3:32
7. Gasoline – 6:34
8. Kool Kids – 7:15
9. The Loneliest – 5:55
10. I Wanna Be Your Slave – 5:17

## Successo commerciale
Rush! ha esordito alla terza posizione della Top Albums Debut Global stilata dalla piattaforma di streaming Spotify, nonché al primo posto in 20 nazioni della piattaforma di download digitale iTunes Store.
In Europa l'album ha ottenuto un buon successo, facendo il suo debutto direttamente in vetta alle classifiche di Belgio, Francia, Italia (dove ha conquistato la prima posizione anche di quella inerente ai vinili), Lituania, Paesi Bassi e Svizzera; è inoltre entrato nella top 10 delle classifiche tedesca (3º), britannica (5º) e svedese (8º).
In Australia è entrato nella top 30 della ARIA Charts, precisamente alla 27ª posizione.

## Classifiche

### Classifiche settimanali
| Classifica (2023)         | Posizione massima |
| ------------------------- | ----------------- |
| Australia                 | 27                |
| Austria                   | 1                 |
| Belgio (Fiandre)          | 1                 |
| Belgio (Vallonia)         | 1                 |
| Canada                    | 10                |
| Croazia                   | 1                 |
| Danimarca                 | 13                |
| Finlandia                 | 4                 |
| Francia                   | 1                 |
| Germania                  | 3                 |
| Giappone                  | 10                |
| Grecia                    | 1                 |
| Irlanda                   | 16                |
| Islanda                   | 22                |
| Italia                    | 1                 |
| Lettonia                  | 1                 |
| Lituania                  | 1                 |
| Norvegia                  | 6                 |
| Paesi Bassi               | 1                 |
| Polonia                   | 3                 |
| Portogallo                | 1                 |
| Regno Unito               | 5                 |
| Repubblica Ceca           | 1                 |
| Slovacchia                | 1                 |
| Spagna                    | 2                 |
| Stati Uniti               | 18                |
| Stati Uniti (alternative) | 1                 |
| Stati Uniti (hard rock)   | 2                 |
| Stati Uniti (rock)        | 4                 |
| Svezia                    | 8                 |
| Svizzera                  | 1                 |
| Ungheria                  | 1                 |

### Classifiche di fine anno
| Classifica (2023) | Posizione |
| ----------------- | --------- |
| Italia            | 11        |
| Portogallo        | 30        |
| Spagna            | 41        |
| Ungheria          | 19        |
| Classifica (2024) | Posizione |
| Francia           | 29        |
| Polonia           | 74        |
| Portogallo        | 115       |
| Ungheria          | 55        |

## Date di pubblicazione
| Paese                 | Data di pubblicazione | Formato                      | Etichetta                | Note          |
| --------------------- | --------------------- | ---------------------------- | ------------------------ | ------------- |
| Mondo                 | 20 gennaio 2023       | Download digitale, streaming | Epic                     | [ 61 ]        |
| Giappone              | 20 gennaio 2023       | CD, 2 CD                     | Sony Entertainment Japan | [ 62 ] [ 63 ] |
| Italia                | 20 gennaio 2023       | CD, LP, box set              | Epic                     | [ 64 ]        |
| Stati Uniti d'America | 20 gennaio 2023       | CD, LP                       | Arista                   | [ 65 ]        |